# 浜田聡
- 浜田聡
- 濵田聡

浜田 聡（はまだ さとし、1977年〈昭和52年〉5月11日 - ）は、日本の政治家、医師、実業家。政治団体「NHK党」所属の元参議院議員（1期）、元参議院総務委員会委員、政治団体「自治労と自治労連から国民を守る党」代表。

## 経歴
京都府京都市山科区出身、東京都在住。かつては岡山県倉敷市に住居を置いていた。
京都市立大宅小学校、京都市立大宅中学校、洛南高等学校を卒業後、1年間の浪人を経て、東京大学教養学部理科二類入学。2001年、東京大学教育学部身体教育学コース卒業。2003年、東京大学大学院教育学研究科修士課程修了。

### 医師として
京都大学医学部医学科に再受験で入学し、2011年卒業。
青森県の十和田市立中央病院で初期研修医として勤務後、岡山県の倉敷中央病院、川崎医科大学総合医療センターに勤務。川崎医科大学総合医療センター勤務中に常勤放射線科専門医となる。倉敷医療生活協同組合・玉島協同病院などにも非常勤で勤める。

### 政治活動
2016年、東京都知事選挙で、NHKから国民を守る党公認で立候補した立花孝志の政見放送を見たことがきっかけで党の活動に興味を持ち、2018年の元日に立花にメールで第19回統一地方選挙への立候補の意向を伝えた。
2019年4月7日投開票の岡山県議会議員選挙に、NHKから国民を守る党公認で倉敷市・都窪郡選挙区から立候補するも落選。同年7月21日の第25回参議院議員通常選挙も党公認で比例区から立候補するも、次点で落選した。8月25日投開票の埼玉県知事選挙、9月29日投開票の東大阪市長選挙にも党公認で立候補し、いずれも落選する。
10月10日、立花が参議院埼玉県選挙区補欠選挙に立候補を届け出たことにより、公職選挙法の規定により参議院議員を退職（自動失職）したため、同月21日の選挙会において次点の浜田が繰上補充による当選が決定し、同月23日付の官報で繰上補充による当選が告示された。当選後は党政策調査会長に就任。
2023年4月7日、立花は記者会見を開き、政治家女子48党（旧NHK党から党名変更）党首の大津綾香を除名処分とし、新たな代表者に参議院議員の齊藤健一郎を充て、自身は代表権を持たない党首に復帰、幹事長には浜田を充てると発表した。一方で大津もこれに先立って会見を開き、党首辞任を否定し、双方の主張の違いが表面化した。
8月9日に齊藤らは党名を「NHKから国民を守る党」に戻す方針を決め、翌10日に参議院の会派名が「NHKから国民を守る党」に変更された。一方で9月5日に中央選挙管理会は、齊藤が届け出た「NHKから国民を守る党」への党名変更と党代表者の変更に関し、認めないと決定した。選管は齊藤による届け出について「権限のある代表者によって提出されたのか疑義が解消されないため」と理由を説明した。
11月14日、総務省は大津が届け出た「みんなでつくる党」への党名変更を受理したと発表。参議院会派「NHKから国民を守る党」は名称変更しない。
12月13日、浜田はみんなでつくる党から離党し、新たに政治団体を立ち上げることを表明した。ただし、齊藤との参院会派は継続するとしている。
2024年1月17日、総務省は9政党が政党交付金の受給申請を届け出たと発表。みんなでつくる党は、期日までに齊藤と浜田の届け出書類への署名に同意が得られず、政党助成法上の政党要件を喪失した。19日、党は齊藤と浜田を除名したと発表した。
同年10月28日、「浜田聡後援会」を改名する形で政治団体「自治労と自治労連から国民を守る党」を立ち上げ、同団体から2025年東京都議会議員選挙に9人の候補者を擁立したが、全員落選した。
2025年4月22日、同年夏の第27回参議院議員通常選挙比例区に政治団体「NHKから国民を守る党」（旧NHK党とは同名の別団体）公認で立候補すると表明した。
同年7月20日に行われた参院選の比例区に統一教会（世界平和統一家庭連合）ならびに関連団体の国際勝共連合の支援を受けて立候補。浜田は335,462票を獲得するも、「NHK党」（NHKから国民を守る党が再び改称）が比例区で議席を確保できなかったため、落選した。
2025年6月9日には、中国による琉球帰属未定論や琉球独立に関する中国の浸透工作について国会質問を行った。

## 人物

### 統一教会との関係
- 2024年3月20日に統一教会（世界平和統一家庭連合）の関連団体「信教の自由と人権を守る千葉県民の会」のイベントに来賓として参加したことを、自身のYouTubeチャンネルで報告した[26][27][28]。
- 2024年4月、統一教会の機関誌「世界日報」のインタビューに応じ、インタビュー記事が世界日報および世界日報の月刊誌が運営するwebサイト「ビューポイント」に掲載された[29]。
- 2024年7月10日、浜田はX（旧ツイッター）に、「ご意見募集　勝共連合さん（旧統一教会関連）から決起大会のご案内をいただきました。 下記理由から参加予定ですが、皆様のご意見募集します。 ・昨年の国会で私が共産党非合法化を提案した際、多くのご賛同をいただいたこと ・今年の国会では勝共連合の方に質問主意書案等でご協力いただいたこと」と投稿した[30]。
  - 2024年7月13日に勝共連合が開催した「勝共決起集会2024」に参加したことを、浜田は自身のブログで報告した[31]。大会では統一教会幹部の梶栗正義が講演をし、元栃木県議会議長の増渕賢一が挨拶をした[32]。
- 2024年9月18日、浜田はX（旧ツイッター）に「私は今年に入って数回、家庭連合や勝共連合（旧統一教会）から会合参加のお誘いをいただき、出席しています。」と投稿した[33]。
- 2024年12月22日、信教の自由と人権について考える集会が愛媛県新居浜市で行われ、浜田が講演し、SNSを戦略的に活用するよう統一教会の信者らに呼び掛けた[34]。このことは世界日報に掲載された[34]。集会は統一教会の関連団体「信教の自由と人権を守る新居浜支部」が主催した[34]。
- 2025年1月24日に立花孝志がYouTubeに投稿した動画の中で、浜田は同年6月22日投票日の東京都議会選挙において、全42選挙区に統一教会の候補者を擁立することを提案すると宣言した[35]。
- 2025年3月29日、愛媛県新居浜市で開かれた世界平和統一家庭連合（統一教会）信者主体のイベントで講演し、解散命令が「最高裁では憲法違反ということで（決定は）覆るとは思う」との見方を示した[36]。
- 2025年5月18日、統一教会の長野家庭教会で開かれたシンポジウムで講演し、「信教の自由を伝えるためには表現に工夫が必要で、具体的な提案をしてくれる生成AIがそのヒントになる」と信者たち約300人に助言した[37]。
- 2025年6月28日と29日の両日、世界平和統一家庭連合（統一教会）への解散命令撤回を求める集会やデモ行進が行われ、全国各地の教団信者が動員された。浜田は国会議員として初めてラリーに参加した。浜田は党是として信教の自由を大事にしていると強調した上で、「解散が実現してしまうとテロリストの思うつぼになるが、それでいいのか」と訴えた[38]。
- 2025年7月20日に行われた第27回参議院議員通常選挙の比例区に統一教会ならびに関連団体の国際勝共連合の支援を受けて立候補したが落選した[22]。

### その他
- 趣味はジョギング、筋力トレーニング、読書[4]、サッカー観戦（ファジアーノ岡山FC）[7]、ドラゴンクエストウォーク[39] 。
- 愛車はスズキ・ツインで、2011年より倉敷市で初期研修医をしはじめた頃より所有しており、2022年7月現在も倉敷市周辺で使用している[40]。
- 資格･検定：英検準1級[41]

## 政策・主張
以下の他、暇空茜が主張する「WBPC問題」の追及にも参加している。

### NHK問題
党の公約であるNHKのスクランブル放送化を推進している。

### 医療政策
医師の立場から子宮頚がんワクチンの推進を訴えている。

### 統一教会への解散請求
- 旧統一教会（世界平和家庭連合）の解散請求に反対[45][46][47][48]。

### 憲法
緊急事態条項について、大日本帝国憲法の緊急勅令を参考とすることを提案している。

### 日本共産党
2023年3月6日の参議院予算委員会で、日本共産党を「暴力革命によって自由と民主主義を破壊する勢力である」として同党の「非合法化も選択肢」と主張した。この発言に関し、末松信介予算委員長より「特定政党を批判する場ではない」と注意を受けた。

### 候補者アンケートへの回答
2019年第25回参議院議員通常選挙での候補者アンケートの回答は以下の通り。
- 憲法9条を改正し、自衛隊の存在を明記すべき[52]。
- 教育の充実を図るための憲法改正は不要[52]。
- アベノミクスは成果を上げていると思う[52]。
- 消費税率の10%への引き上げは延期または中止すべきである[52]。
- 年金や医療、介護といった社会保障制度の給付水準が下がるのはやむを得ない[52]。
- 原子力発電所は日本に必要である[52]。
- 今後の国際情勢によっては日本の核武装を検討すべきである[52]。
- 米軍基地建設のための名護市辺野古 の埋め立て工事を、政府がこのまま進めるのはやむを得ない（工事を中止すべきでない）[52] 。
- トランプ米大統領 の「米国第一」主義の外交は理解できる[52] 。
- 日朝首脳会談は無条件で行うべきである[52]。
- 同性婚を制度的に認めるべきである[52]。
- 女性宮家の創設に反対[52]。

## 所属団体・議員連盟

### 学会
- 日本医学放射線学会

### 議員連盟
- 医師国会議員の会
- 対中政策に関する国会議員連盟
- 共生社会の実現に向けた認知症施策推進議員連盟
- みんなで靖国神社に参拝する国会議員の会
- カンナビジオール（CBD）の活用を考える議員連盟
- 自転車活用推進議員連盟
- 共同養育支援議員連盟
- 日本・アイスランド友好議員連盟
- 日本・カナダ友好議員連盟
- 日本・シンガポール友好推進議員連盟
- 日本・スリランカ友好議員連盟
- 日本・モルディブ友好議員連盟
- 日本・ラオス友好議員連盟
- 爬虫類両生類を考える議員連盟
- 格闘技振興議員連盟
- オンラインゲーム・eスポーツ議員連盟
- 全国温泉振興議員連盟
- 身体障害者補助犬を推進する議員の会
- 人権外交を超党派で考える議員連盟 [53]

## 選挙歴
| 当落    | 選挙                     | 執行日         | 年齢 | 選挙区         | 政党                | 得票数     | 得票率 | 定数 | 得票順位 /候補者数 | 政党内比例順位 /政党当選者数 |
| ------- | ------------------------ | -------------- | ---- | -------------- | ------------------- | ---------- | ------ | ---- | ------------------ | ---------------------------- |
| 落      | 岡山県議会議員選挙       | 2019年04月07日 | 41   | 倉敷市・都窪郡 | NHKから国民を守る党 | 2628票     | 1.64   | 14   | 16/16              | /                            |
| 落→繰当 | 第25回参議院議員通常選挙 | 2019年07月21日 | 42   | 比例区         | NHKから国民を守る党 | 9308票     | 0.02   | 50   | 2/4                | 2/1                          |
| 落      | 埼玉県知事選挙           | 2019年08月25日 | 42   | ――             | NHKから国民を守る党 | 6万4182票  | 3.32   | 1    | 3/5                | /                            |
| 落      | 東大阪市長選挙           | 2019年09月29日 | 42   | ――             | NHKから国民を守る党 | 1万4013票  | 9.33   | 1    | 3/3                | /                            |
| 落      | 第27回参議院議員通常選挙 | 2025年07月20日 | 48   | 比例区         | NHK党               | 33万5462票 | 0.55   | 50   | 1/3                | 1/0                          |

繰上補充による当選
- 2019年10月21日 - 選挙会において繰上補充による当選決定[10]。
- 2019年10月23日 - 官報告示により繰上当選[11]。